# Hari Krishna Devsare
Hari Krishna Devsare (Nagod, 9 de março de 1938 –  Indirapuram, 14 de novembro de 2013) foi um escritor indiano.
Era um escritor conhecido por seu trabalho prolífico no campo da literatura infantil. Foi premiado com o "Vatsalya Award", instituído pela Fundação Padma Binani, por sua contribuição para a literatura infantil em hindi. Também foi editor da revista Parag. Morreu em 14 de novembro de 2013.